# Chop Shop Records
Chop Shop Records é uma gravadora com parceria com a Atlantic Records em South Pasadena, Califórnia. A gravadora foi criada por Alexandra Patsavas, que também criou a Chop Shop Music Supervision, que trabalha com muitas trilhas sonoras de televisão, incluindo Roswell, Boston Public, Grey's Anatomy, Gossip Girl, The O.C. e Chuck. John Rubeli, um ex-vice presidente da Atlantic, é o administrador do selo.
A gravadora trabalha com bandas de indie rock, que geralmente não são afiliadas a nenhuma gravadora ou são afiliadas a gravadoras pequenas.

## Artistas correntes
- The Republic Tigers "Keep Color" (Maio de 2008)
- The Little Ones "Morning Tide" (7 de Outubro de 2008)
- Jade McNelis
- Anya Marina
- Marina And The Diamonds